# Morimotoa phreatica
Morimotoa phreatica är en skalbaggsart som beskrevs av Uéno 1957. Morimotoa phreatica ingår i släktet Morimotoa och familjen dykare.

## Underarter
Arten delas in i följande underarter:
- M. p. phreatica
- M. p. miurai